# てんころ料理
てんころ料理は富山県富山市山田地区（旧・山田村）の郷土料理。
山田地区ではジャガイモのことを「てんころ」「てんころいも」と呼んでおり、てんころ料理とはジャガイモの煮ころがしである。栽培されたジャガイモの中でも出荷できない小さなサイズ、ピンポン玉サイズのものを「ちぼいも」と呼んでおり、その「ちぼいも」を無駄なく食べる料理として、皮付きのままゆでて、味の濃い煮しめとしたもの。
富山県南西端の五箇山地域では、類似したジャガイモの煮ころがしをかっちりと呼ぶ。